# Анеуплоидия
Анеуплоидията е генетична аномалия, при която в клетки има абнормален брой хромозоми, например, човешки клетки с 45 или 47 вместо обичайните 46 хромозоми. Състоянието не включва случаите на разлика от един или повече пълни набори от хромозоми, като клетките с произволен брой хромозомни набори се нарича еуплоидна.